# 和平公園 (長崎市)
32°46′32.1″N 129°51′47.2″E / 32.775583°N 129.863111°E
和平公園，也會採用日文漢字直接稱為平和公園，是位於日本長崎縣長崎市松山町的公園，是為了悼念1945年8月9日長崎市原子彈爆炸所設立，公園即位於當年爆炸中心點北側之山丘上，占地面積18.6公頃。
和平公園於1952完成，內設有和平祈念像、折鶴之塔、長崎之鐘、和平之泉、世界和平象徵區；其中和平祈念像是由長崎出身的雕刻家北村西望所製作，世界和平象徵區內擺設來自15個國家所贈送的紀念碑。
毎年8月9日長崎市政府會在和平祈念像前的廣場舉辦紀念活動。

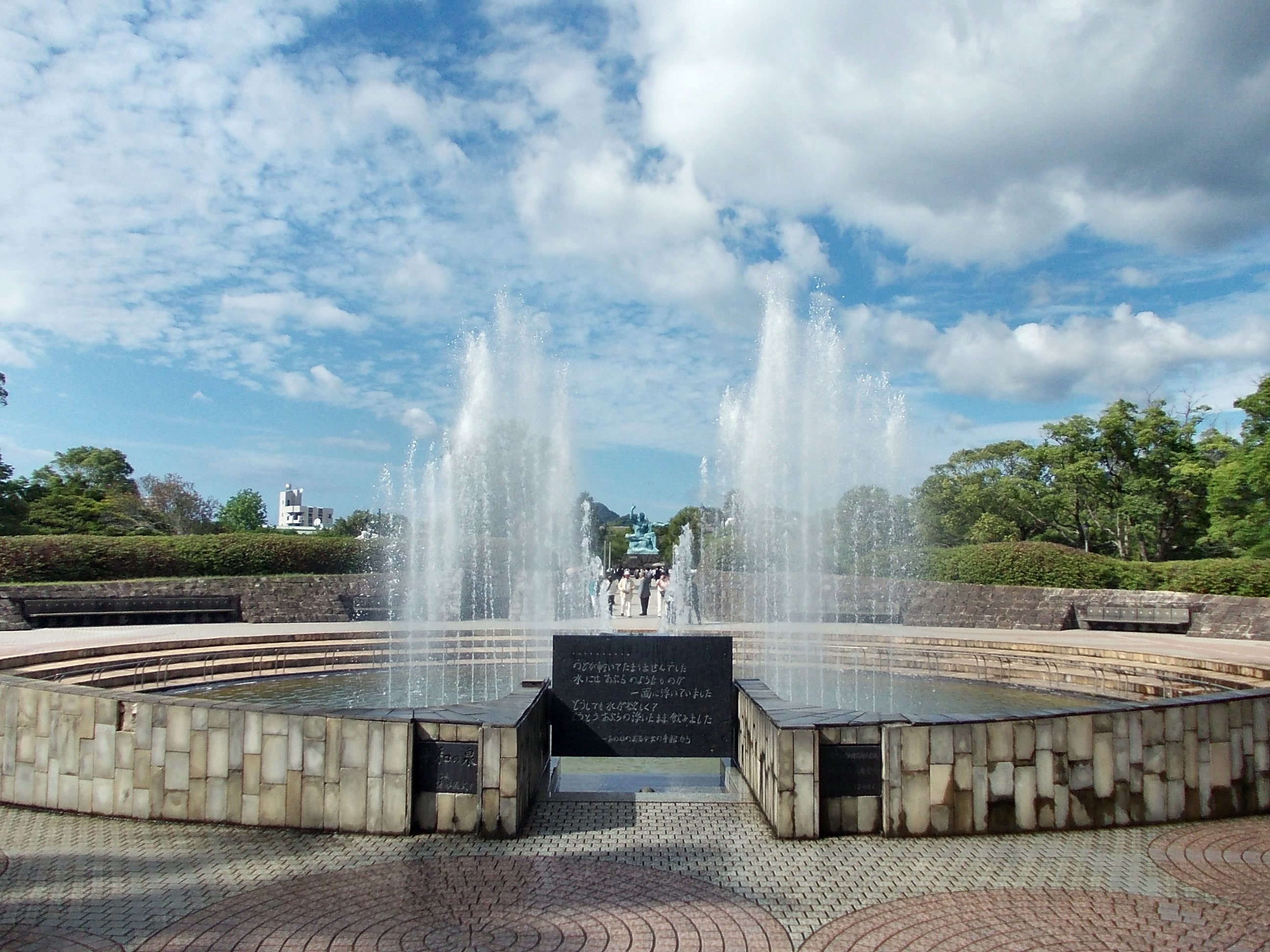
和平之泉